# Usnea ammannii
Usnea ammannii är en lavart som beskrevs av P. Clerc & M. Herrera-Campos. Usnea ammannii ingår i släktet Usnea och familjen Parmeliaceae.   Inga underarter finns listade i Catalogue of Life.